# Bicchieraio
Il termine toscano bicchieraio indica l'artigiano, originario dei territori della Valdelsa, che era dedito alla produzione di oggetti di vetro per uso quotidiano. Le fornaci, attive in questa zona della Toscana a partire dal Basso Medioevo fino all'Ottocento, hanno fornito la produzione vetraria preindustriale della zona e poi anche di zone limitrofe. I bicchierai furono impiegati anche nella realizzazione di vetrate colorate, per chiese e palazzi della Toscana. La produzione novecentesca ha ritmi e tecniche industriali.

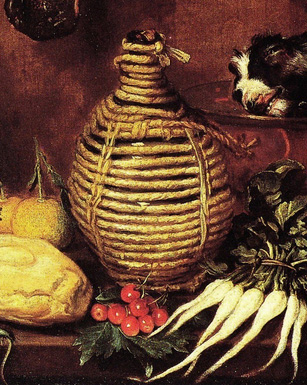
Jacopo Chimenti, Fiasco

## Storia di un artigianato del vetro
La tradizione risale al Duecento - è del 1230 il primo documento scritto che attesta la presenza a Camporbiano (Gambassi) di una fornace, per fabbricare bicchieri e altri oggetti di vetro e ancora nel 1276 sono ricordate 8 fornaci funzionanti a Gambassi - ma si sviluppò ulteriormente nel corso del Trecento e del Quattrocento, quando molti bicchierai di Gambassi e di Montaione si trasferirono a Firenze. Le prime fornaci furono create fuori dai centri abitati, ma dal XV secolo ne furono installate alcune dentro i paesi.
Nel 1337 il comune di San Miniato concesse ai bicchierai di Montaione la facoltà di aprire fornaci, per lavorare il vetro a San Miniato e dintorni, nelle località di Santo Stefano, Tonda, Barbialla, Corazzano, Collegalli. I vetrai producevano oggetti di uso quotidiano: bicchieri, boccali, bottiglie, fiaschi, tazze, ciotole.

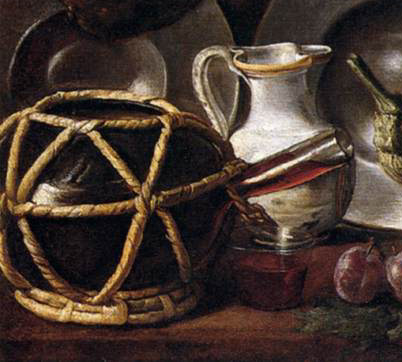
Jacopo Chimenti, detto L' Empoli, Fiasco

Grandi quantità di legno, per attivare le fornaci, erano prelevate dai boschi vicini, in particolare nella Selva di Camporena. I maestri vetrai si sparsero nel territorio della Valdelsa, arrivarono fino ad Empoli. Lungo le vie Francigena e  Volterrana - due arterie, in Toscana, della circolazione medievale - si commercializzavano i prodotti dei vetrai della Valdelsa. Dal XIV secolo i bicchierai di Gambassi iniziarono a spostarsi in tutta Italia, esportando la produzione dei bicchieri detti gambassini. Il mestiere del bicchieraio divenne redditizio ed influì sullo sviluppo socioeconomico della Valdelsa. Gli artigiani differenziarono il loro prodotto e furono impiegati anche nella realizzazione delle vetrate multicolori.
Nel 1738 un bando del granduca di Toscana Francesco I di Lorena ordinava che i lavoranti delle fornaci, per la produzione di vetri a Firenze, dovevano essere "Maestri di Montaione e loro figliuoli". Il bando tuttavia proibiva ai maestri vetrai di Montaione di esercitare la loro arte fuori della Toscana. L'ultima fornace a Montaione si spense a metà dell'Ottocento.

### Musei del vetro

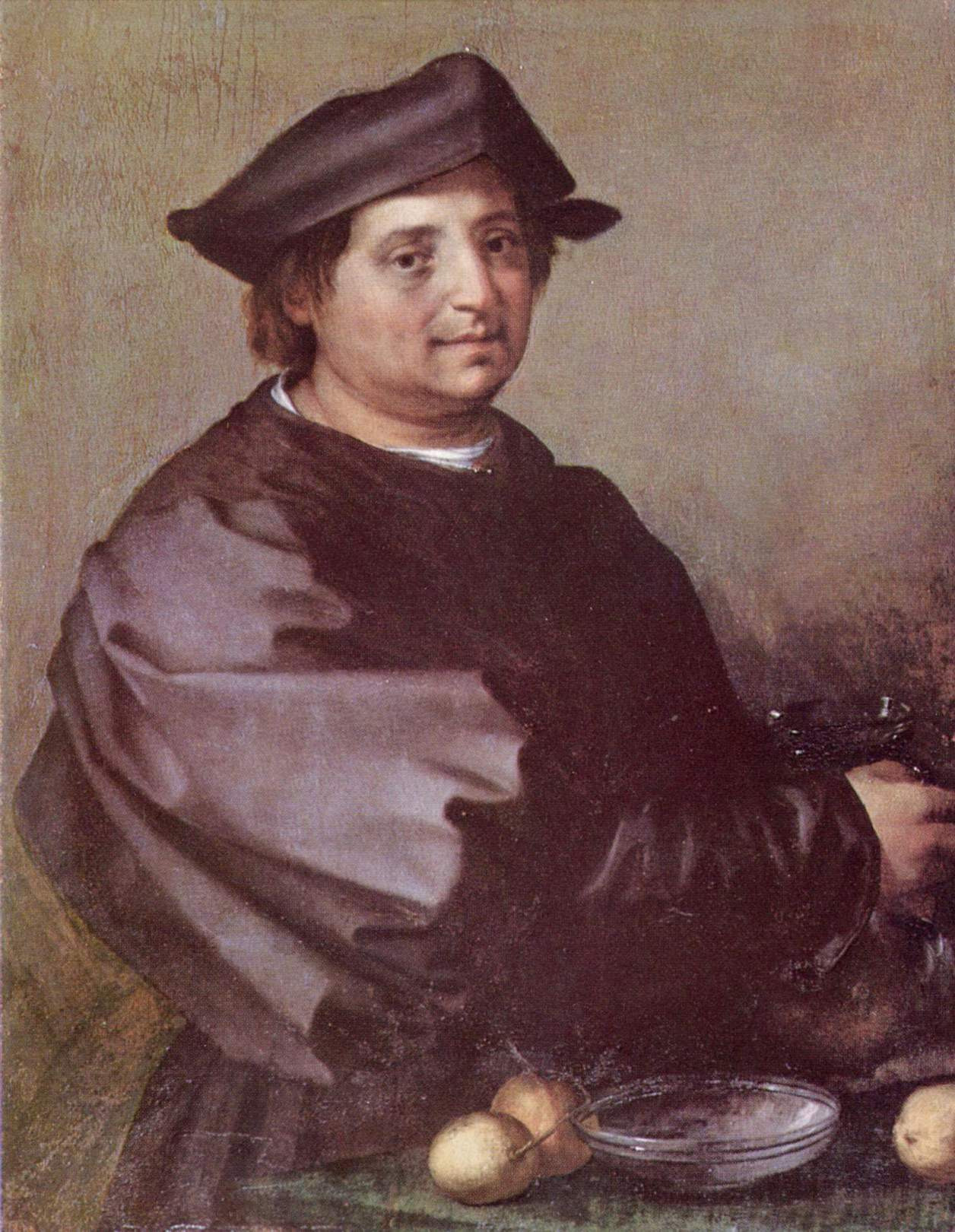
Andrea del Sarto, Ritratto di "Beccuccio bicchieraio"

- Museo del Vetro di Gambassi Terme. La mostra permanente di manufatti in vetro dei territori di Gambassi Terme e di Montaione è divisa in quattro sezioni: Produzione del vetro in Italia, Tecnologia del vetro preindustriale, Vita quotidiana nei luoghi di produzione di Gambassi, Produzione del vetro lungo la Via Francigena. La raccolta di circa tremila reperti, dal XIII a XVI secolo, legati alla produzione del vetro nella Valdelsa, comprende attrezzi per la lavorazione, scarti di lavorazione e oggetti in vetro d'uso quotidiano. È stata realizzata la ricostruzione della fornace di Germagnana, dove furono ritrovati frammenti vitrei che testimoniavano l'antica produzione di vasi, di bicchieri, di contenitori.

- Museo del vetro di Empoli. Ospitato nell'antico Magazzino del Sale, edificio della seconda metà del XIV secolo, documenta l'attività vetraria di Empoli e del circondario, con ricostruzione di ambienti, con video e con documentari storici. Sono esposti fiaschi, damigiane, recipienti e strumenti per vinificazione e imbottigliamento del vino e dell'olio, prodotti a partire dalla seconda metà del XIX secolo, con il caratteristico vetro verde, la colorazione naturale dovuta all'ossido di ferro di cui è ricca la sabbia locale. Nel Novecento iniziò la produzione di oggetti in vetro di altri colori.

### Nell'arte
Francesco Livi si formò come artigiano della produzione di vetri da mensa, tipica di Gambassi, di Montaione e di altri centri della Valdelsa. Fu impiegato nella realizzazione delle vetrate del tamburo della basilica fiorentina di Santa Maria del Fiore.
Domenico di Jacopo di Maffio, nato a Gambassi e detto "Becuccio bicchieraio", era un ricco artigiano del vetro, emigrato a Firenze. Commissionò ad Andrea del Sarto la cosiddetta pala di Gambassi. Andrea del Sarto gli fece anche il ritratto.
Lo scultore seicentesco Giovanni Gonnelli, noto come Il Cieco da Gambassi, era figlio di un bicchieraio.